# Phyllostegia floribunda
Phyllostegia floribunda är en kransblommig växtart som beskrevs av George Bentham. Phyllostegia floribunda ingår i släktet Phyllostegia och familjen kransblommiga växter. Inga underarter finns listade i Catalogue of Life.

## Bildgalleri

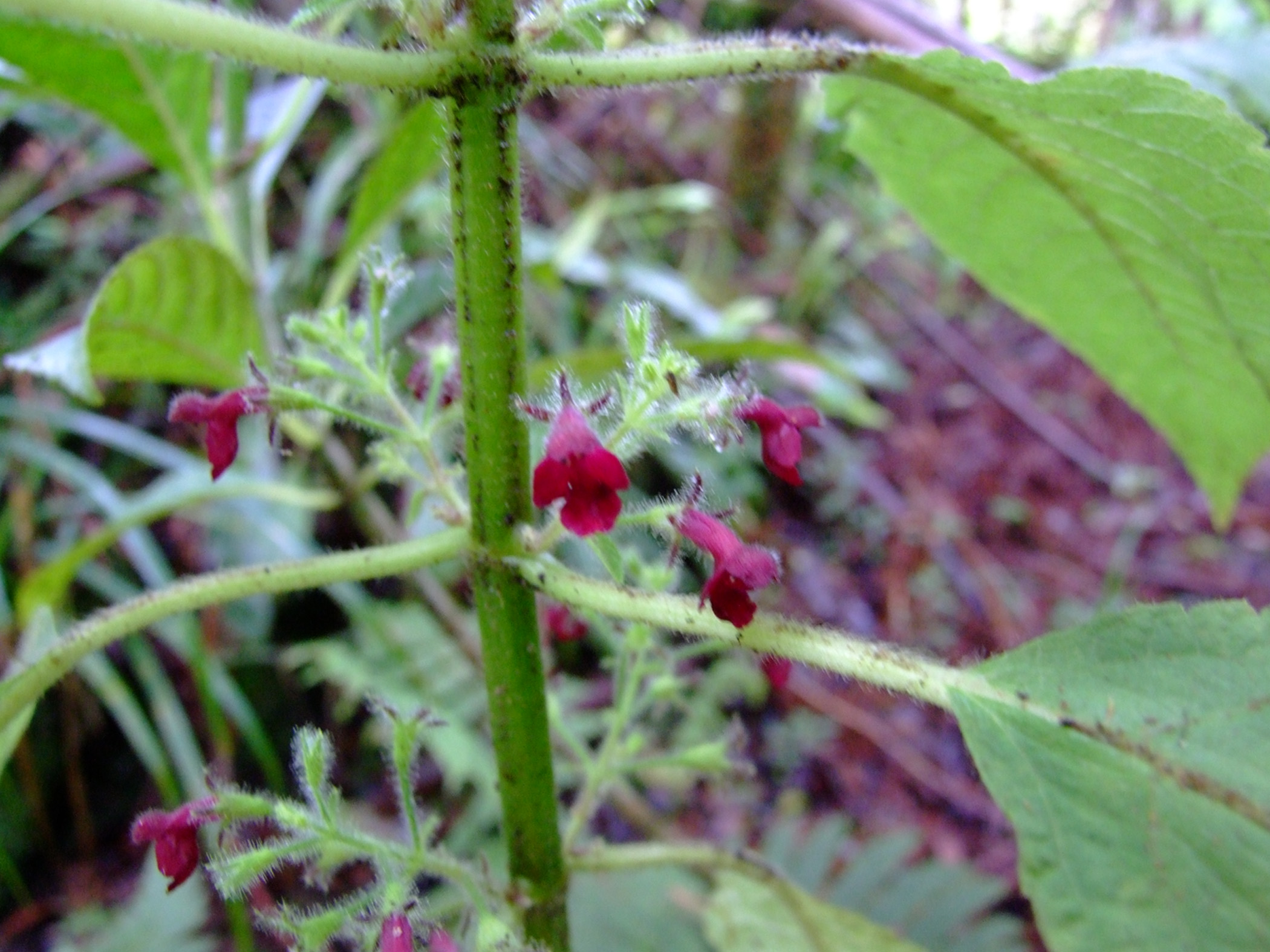